# Ectropis mixta
Ectropis mixta là một loài bướm đêm trong họ Geometridae.